# Mesangium
Als Mesangium wird in der Anatomie der aus Extrazellularmatrix bestehende bindegewebige Stiel bezeichnet, aus dem die glomerulären Kapillarschlingen hervorgehen. In dieses Bindegewebe sind Zellen eingelagert, die als Mesangiumzellen oder Mesangiozyten bezeichnet werden. Da sie im Inneren des Nierenkörperchens (intraglomerulär) lokalisiert sind, werden sie auch als intraglomeruläre Mesangiumzellen bezeichnet. Mesangiumzellen sind wichtig für die Funktion der Kapillaren, da sie kontraktil sind (sich zusammenziehen können) und die Kapillarwände stützen sowie zur Phagozytose fähig sind.
Die intraglomerulären Mesangiumzellen werden abgegrenzt von den extraglomerulären Mesangiumzellen, die außerhalb am Gefäßpol des Nierenkörperchens lokalisiert sind. Die extraglomerulären Mesangiumzellen sind Bestandteil des juxtaglomerulären Apparates. Sie werden nach dem belgischen Pathologen Norbert Goormaghtigh auch als Goormaghtigh-Zellen bezeichnet.
| Schematischer Aufbau eines Nierenkörperchens: | |
|                                               | A Nierenkörperchen B Hauptstück C Mittelstück D Juxtaglomeruläre Apparat 1. Basalmembran 2. Bowmansche Kapsel, parietales Blatt 3. Bowmansche Kapsel, viszerales Blatt a) Podozytenfüsschen b) Podozyt 4. Lumen der Bowman-Kapsel (Harnraum) 5. a) Mesangium – Die intraglomerulären Mesangiumzellen b) Mesangium – Die extraglomerulären Mesangiumzellen 6. Juxtaglomeruläre Zellen 7. Macula densa 8. Myozyten (Muskelzellen der Arteriolenwand) 9. Arteriola afferens 10. glomeruläre Kapillaren 11. Arteriola efferens |